# Georges Duval (architecte)
Pour les articles homonymes, voir Georges Duval et Duval.
Georges Duval, né le 4 mai 1920 à Trouville-sur-Mer (Calvados) et mort le 13 février 1993 à Lisieux, est un architecte français.

## Biographie
Après une formation à l'École des Beaux-Arts, Georges Duval réussit en 1956 le concours d'architecte des bâtiments civils et palais nationaux. Il a surtout laissé son empreinte en Normandie, restaurant plusieurs monuments importants : l'abbaye aux Dames à Caen, les monastères du Bec-Hellouin, de Bernay, de Saint-Wandrille, de Fécamp, de Saint-Pierre-sur-Dives et de Saint-Georges-de-Boscherville, les châteaux de Gaillon et de Bénouville, les cathédrales de Rouen et du Havre. À Lisieux, son activité fut importante. À partir de 1961, il fut notamment chargé de la conception de la ZUP d'Hauteville. Toujours à Lisieux, il restaura le théâtre et construisit le château d'eau de l'Espérance. À Rouen, il a dirigé les fouilles de la « Maison sublime », plus ancien monument juif de France, découvert en 1976 sous la cour du palais de Justice.
Sa dernière mission, en tant qu'architecte général du Louvre, a été de restaurer la Cour carrée du Louvre.

## Écrits
- Georges Duval, Restauration et réutilisation des monuments anciens, Liège, éd. Mardaga, 1990  (ISBN 2-87009-428-0)
- Georges Duval, « Lisieux, cinquante ans d'urbanisme et d'architecture 1930-1980 », Art de Basse-Normandie, no 89-90-91, hiver 1984-1985, p. 82-85